# Ист Пеперел (Масачусетс)
Ист Пеперел (енгл. East Pepperell) насељено је место без административног статуса у америчкој савезној држави Масачусетс.

## Демографија
По попису из 2010. године број становника је 2.059, што је 25 (1,2%) становника више него 2000. године.
| Група             | 2000.         | 2010.         |
| Белци             | 1.950 (95,9%) | 1.945 (94,5%) |
| Афроамериканци    | 17 (0,8%)     | 21 (1,0%)     |
| Азијати           | 8 (0,4%)      | 23 (1,1%)     |
| Хиспаноамериканци | 24 (1,2%)     | 40 (1,9%)     |
| Укупно            | 2.034         | 2.059         |